# Samuel Ipoua
Samuel Ipoua est un footballeur international camerounais né le 1er mars 1973. Il évoluait au poste d'attaquant. Il est depuis peu chroniqueur à RMC sur l'émission de l'After Foot.

## Biographie
Il connaît de nombreux clubs en Europe. Il est repéré par l'OGC Nice qui l'intègre dans son centre de formation en 1992. Il devient professionnel en 1994 et participe à la montée de Nice en D1 en décrochant le titre de champion de France de D2. 
Il s'illustre à de nombreuses reprises et tape dans l'œil de l'Inter de Milan qui le recrute en 1996. Il n'y jouera jamais et sera prêté au Torino. Commence alors pour lui une série de changements de club qui le verront passer par le Rapid de Vienne, Toulouse, Mayence, Munich 1860, Ahlen, St Trond, FC Wiltz...
Il parvient cependant à s'illustrer au niveau international avec la sélection du Cameroun avec laquelle il dispute la Coupe d'Afrique des Nations et la Coupe du monde en 1998.
Revenu à Toulouse en 2008, il entraîne le Rodéo football club, en CFA2. Samuel Ipoua a aussi fait de la lutte contre les discriminations et pour la diversité son nouveau combat. Il soutient l'association GM 99 qui a organisé en 2009 « la nuit de la diversité » avec Zinédine Zidane et Lilian Thuram.
Le 19 mai 2010, il participe au World Charity Soccer pour soutenir la reconstruction d'Haïti.
Son frère Guy Ipoua est également footballeur professionnel, principalement en Angleterre.

## Carrière
- 1990-1991 :  KSA Yaoundé
- 1991-1992 :  Union Douala
- 1992-1996 :  OGC Nice
- juillet 1996-sept. 1996 :  Inter Milan
- sept. 1996-1997 :  Torino FC (prêt)
- 1997-1998 :  Rapid Vienne
- 1998-2000 :  Toulouse FC
- 2000-2001 :  Mayence 05
- 2001-2002 :  TSV Munich 1860
- 2002-2004 :  Ahlen
- 2004-2005 :  Saint-Trond VV
- 2005-2006 :  FC Wiltz 71
- 2006-2007 :  FC Saint-Tropez
- 2007-2008 :  FC Auray[5],[6]

## Parcours d'entraîneur
- 2008-2010 :  Toulouse Rodéo FC (CFA2)

## Palmarès
- Champion de France de D2 en 1994 avec l'OGC Nice
- Champion du monde en 1995 avec l'équipe de France militaire